# Hatayspor
 (février 2019).
Maillots
Actualités
Le Hatayspor Kulübü est un club turc de football basé à Antakya.

## Histoire
Le club évolue en deuxième division turque pendant vingt saisons : de 1970 à 1976, puis de 1980 à 1984, ensuite de 1990 à 1992, et enfin de 1993 à 2002.
Lors de la saison 2018-2019, l'Hatayspor réalise un bon exercice et se classe troisième de 1. Lig. Il dispute donc les plays-off pour gagner une place dans l'élite turque. Après avoir éliminé l'Adana Demirspor, l'Hatayspor s'incline en finale contre le Gazişehir Gaziantep FK et reste en deuxième division. Le club accède en première division en 2020.
Le séisme en Turquie et en Syrie du 6 février 2023 entraîne le forfait du club pour la fin de la saison 2022-2023 ; son attaquant Christian Atsu est retrouvé mort sous les décombres à Antakya.

## Palmarès
- Champion de Turquie de 1. Lig en 2020 (en)